# カナーシー-ロッカウェイ・パークウェイ駅
カナーシー-ロッカウェイ・パークウェイ駅（Canarsie – Rockaway Parkway）はニューヨーク市地下鉄BMTカナーシー線の南端駅で、ニューヨーク市地下鉄では数少ない地上駅である。ブルックリン区カナーシーのロッカウェイ・パークウェイ - グレンウッド・ロード交差点にあり、終日L系統が発着する。

## 駅構造
| G 地上/ プラットホーム階                                       | |
| 1番線                                                          | 8番街駅行き（東105丁目駅）→                                                                                          |
| 島式ホーム、1番線は右側、2番線は左側（降車時は逆）のドアが開く | |
| 2番線                                                          | 8番街駅行き（東105丁目駅）→                                                                                          |
| 出入口                                                         | 改札、駅員詰所、メトロカード自動券売機 （駅舎から段差なしでホームへ連絡している）バスロータリー（B42系統は無料乗換） |

カナーシー-ロッカウェイ・パークウェイ駅は島式ホーム1面2線の地上駅で、1906年12月28日に開業した。駅南端に車止めが設けられており、2番線は1番線よりわずかに短くなっている。これは、線路が通りの碁盤目に対して対角線上に敷かれているためである。駅エントランスはホーム南側の車止めの先にあり、自動改札機とトークン・ブースを抜けるとロッカウェイ・パークウェイに出る。地上駅のため、エレベーターはないがADA対応になっている（ADA対応をさらに進めるため、近い将来に改修が行われる予定である）。
バス乗り場とは反対側にも無人改札口があり、HEET自動改札機1台と出場専用改札機1台、それに非常口が設けられている。こちらからは市営駐車場に出ることができる。
駅東側にカナーシー車両基地が隣接している。

### バス乗換

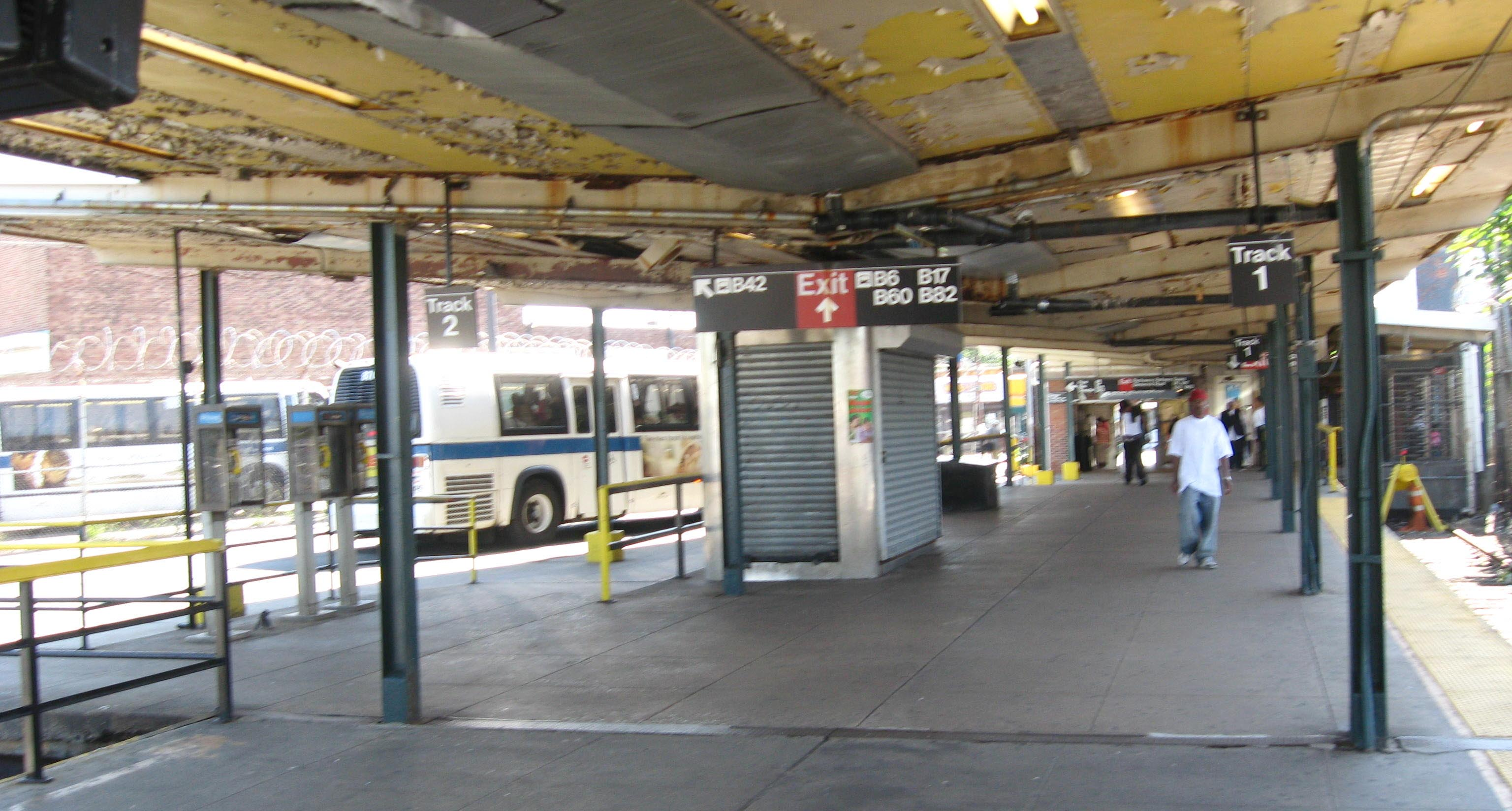
B42系統のバス乗り場が左側に見える。地下鉄のホームは手前側である。

カナーシー-ロッカウェイ・パークウェイ駅はニューヨーク市地下鉄で唯一改札内バス乗換ができる駅である。カナーシー埠頭までの区間が路面電車化される際、利用者は路面電車に無料で乗り換えることができた。乗換切符を発券する代わりに、利用者が路面電車に乗り換えられるよう駅に隣接してホーム付きのループ線が設けられたのである。路面電車は1949年4月に廃止され、ニューヨーク市バスB42系統に切り換えられた。
地下鉄利用者は改札を出ることなく直接バス乗り場に行くことができ、反対にバス利用者も追加料金を払うことなく地下鉄ホームに入ることができる。通りには利用者に共連れして無賃乗車するのを防ぐため、鎖でできたゲートが設けられている。このゲートは電動で、1960年12月7日から運用されている。バスロータリーの裏手にはHEET自動改札機1台と出場専用改札機1台、それに非常口が設けられた無人改札口があり、グレンウッド・ロード - 東98丁目交差点の北東角に出ることができる。
B42以外のバス系統は改札外での乗換になり、東98丁目に面した外側バスロータリーで乗降扱いをする。このロータリーとB42系統が使う内側ロータリーは鎖で仕切られている。